# Третьяков Костянтин Павлович
Костянти́н Па́влович Третьяко́в (28 травня 1909, село Павловка, тепер Борського району Самарської області, Російська Федерація — 7 лютого 1979, місто Домодєдово Московської області, тепер Російська Федерація) — радянський діяч, 1-й секретар Алма-Атинського міського комітету КП Казахстану. Депутат Верховної Ради СРСР 5-го скликання.

## Життєпис
Народився в родині робітника. У 1930 році закінчив Ашхабадську вечірню політехнічну профшколу Туркменської РСР.
У 1930 році — технік-стажер залізничної станції Кауфманська Середньоазіатської залізниці.
У 1930—1931 роках — завідувач інформаційного підвідділу Самаркандського міського комітету ЛКСМ Узбекистану.
У 1931—1932 роках — студент Самаркандського автодорожнього технікуму.
У 1932—1937 роках — студент Ленінградського автомобільно-дорожнього інституту імені Куйбишева, здобув спеціальність інженера-механіка.
У 1937—1938 роках — інженер-механік Управління шосейних доріг НКВС Казахської РСР.
У 1938—1941 роках — начальник відділу механізації Головного дорожнього управління при Раді народних комісарів Казахської РСР.
Член ВКП(б) з січня 1939 року.
У 1941 році — інструктор відділу кадрів Алма-Атинського обласного комітету КП(б) Казахстану.
1 червня 1941 — 1943 року — завідувач транспортного відділу Алма-Атинського обласного комітету КП(б) Казахстану.
У серпні 1943 — 1944 року — заступник секретаря Алма-Атинського обласного комітету КП(б) Казахстану із промисловості.
У 1944 — липні 1947 року — заступник секретаря Алма-Атинського міського комітету КП(б) Казахстану із промисловості — завідувач відділу промисловості Алма-Атинського міського комітету КП(б) Казахстану.
У липні 1947 — 1950 року — 3-й секретар Алма-Атинського міського комітету КП(б) Казахстану.
У 1950—1954 роках — 1-й секретар Усть-Каменогорського міського комітету КП Казахстану.
У 1954 — березні 1955 року — секретар Східно-Казахстанського обласного комітету КП Казахстану.
У березні 1955 — квітні 1956 року — заступник із кадрів міністра автомобільного транспорту та шосейних доріг Казахської РСР.
У квітні 1956 — 1957 року — завідувач відділу транспорту та зв'язку ЦК КП Казахстану.
У 1957—1961 роках — 1-й секретар Алма-Атинського міського комітету КП Казахстану.
У 1961—1962 роках — заступник завідувача відділу партійних органів Алма-Атинського обласного комітету КП Казахстану.
У 1962—1963 роках — заступник голови виконавчого комітету Алма-Атинської обласної ради депутатів трудящих.
У 1963—1965 роках — заступник голови правління Казспоживспілки.
У 1965—1970 роках — завідувач відділу транспорту та зв'язку Управління справами Ради міністрів Казахської РСР.
З 1970 року — персональний пенсіонер.
Помер 7 лютого 1979 року в місті Домодєдово Московської області.

## Нагороди
- орден Вітчизняної війни І ст.
- два ордени Трудового Червоного Прапора
- орден «Знак Пошани»
- медалі
- Грамота Верховної ради Казахської РСР (1940)